# Algadefe
Algadefe è un comune spagnolo di 356 abitanti situato nella comunità autonoma di Castiglia e León. Algadefe ha un'origine arabe